# Heket
Heket, čija su imena još Heqat, Hekit, Heqet, Hegit, Heget ili Heqet, bila je za Egipćane božica-žaba, žena sa žabljom glavom ili žena koja na glavi nosi žabu, a mogla se sama u žabu pretvoriti. Njezin je muž Hnum.
Žaba je tisućama godina za Egipćane bila simbol plodnosti i predstavlja život. Svoje božansko obličje žaba je našla u božici Heket. Njezin kult potječe iz Srednjeg kraljevstva, a možda i ranije, iz preddinastijskih vremena, za vladavine "Horusovih sljedbenika". Heket je bila žena Hnuma, boga-ovna koji je stvorio ljude. Bila je štovana zbog mita iz Heliopolisa, koji govori o nastanku bogova i svijeta. Sve je započelo s oceanom Nunom. Tijekom previranja mita, Heket je postala žena Šua, boga zraka te je izbacila Tefnut, božicu vlage. Heket je tako bila Raovo dijete, Šuova sestra i žena, majka neba, Nut i Zemlje, Geba.
Ovakvo tumačenje Heket nastalo je nakon povezivanja Ra i Atuma. Kao božica plodnosti, Heket je bila zaštitnica djece i rodilja, što je slično Tawaret. I Bes je bio zaštitnik djece. Ovakvo zaštitničko djelovanje se pripisuje bogovima tijekom Srednjeg kraljevstva, a povezano je s Nilom i plodnošću. Bilo je prihvatljivo da su Heket i Hnum supružnici jer su bili stvoritelji života (Hnum je oblikovao svakog čovjeka prije rođenja, dajući mu ljepotu ili ružnoću). Heket je pomagala i pri rođenju Horusa. Bila mu je i spasiteljica jer žabe žive u močvarama, a Horusa su tamo skrivali. Neki su vjerovali da su Izida i Heket ista božica.